# Elementalors
Elementalors (精霊使い?, Seireitsukai) è un manga scritto e disegnato da Takeshi Okazaki iniziato nel 1990 ed interrotto nel 1995, dopo quattro tankōbon, da cui è stato tratto anche un OAV. In Italia il fumetto è stato pubblicato in un formato differente di sette volumi da Planet Manga, dal 1995 al 1998.
Il manga è stato per dodici anni l'ultima opera seriale di Okazaki, costretto a diminuire drasticamente la sua produzione per via dei suoi problemi di salute; solo nel 2007 l'autore è tornato a disegnare un fumetto a puntate con Let's☆Lagoon.

## Trama
Anticamente gli spiriti dimoravano ogni oggetto terrestre, al termine di una battaglia tali spiriti conquistarono le sostanze nemiche e si moltiplicarono. In seguito varie guerre sante crearono numerosi Elementalor; essi sono potenti guerrieri in grado di controllare gli elementi e gli spiriti che da miliardi di anni dimorano in ogni cosa, combattendo tra loro per creare una nuova Utopia e un futuro ideale senza guerre. Essi attendono colui che darà vita ad una nuova guerra sacra. Kagura, nato ai giorni nostri, non sa di essere un elementalor, venendone a conoscenza solo dopo il rapimento della sua amata Asami, iniziando una lotta con Lord Shiki. Per lui inizierà una lunga e tortuosa avventura.

## Personaggi principali
- Kagura
- Asami
- Tsuyuha
- Sai
- Lord Shiki

## Riedizione
Una riedizione del manga è stata pubblicata alla fine del 2007 dalla casa editrice Kōdansha in tre volumi con un finale diverso. I tankōbon sono in formato B6 con copertine ridisegnate.
| Nº | Volume   | Data di prima pubblicazione             | Data di prima pubblicazione |
| Nº | Volume   | Giapponese                              |                             |
| 1  | Volume 1 | 23 ottobre 2007 ISBN 978-4-06-372343-4  |                             |
| 2  | Volume 2 | 22 novembre 2007 ISBN 978-4-06-372394-6 |                             |
| 3  | Volume 3 | 21 dicembre 2007 ISBN 978-4-06-375415-5 |                             |